# RSC Anderlecht in het seizoen 1986/87
RSC Anderlecht zag voor aanvang van het seizoen 1986/87 tal van ervaren spelers vertrekken. Onder meer René Vandereycken, Morten Olsen en Erwin Vandenbergh zochten andere oorden op. Paars-wit trok in ruil onder meer de jonge Luc Nilis aan.
Hoewel paars-wit een jaar eerder geen afstand kon nemen van Club Brugge was het in 1986/87 KV Mechelen dat Anderlecht het vuur aan de schenen legde. Paars-wit won in de heenronde met 0-1 van de Maneblussers, maar kwam in de terugronde niet verder dan een 1-1 gelijkspel. Mechelen was een te duchten concurrent en Anderlecht kon nooit grote afstand nemen. Pas op de laatste speeldag wist paars-wit zich voor de derde keer op rij tot landskampioen te kronen. Mechelen werd vicekampioen en ging met de beker aan de haal. Het was het begin van een lange en felle prestigestrijd tussen beide clubs.
In de beker bereikte paars-wit de kwartfinale, nadat het een ronde eerder Standard had uitgeschakeld na strafschoppen. In de kwartfinale bleek net als twee jaar eerder het Club Luik van trainer Robert Waseige te sterk.
Een in 1986 schakelde Anderlecht het Duitse FC Bayern München uit, nu waren de rollen omgekeerd. Bayern nam sportieve revanche en schakelde paars-wit uit in de kwartfinale van de Europacup I. De Duitsers wonnen de heenwedstrijd overtuigend met 5-0. De overbodige terugwedstrijd eindigde op een 2-2 gelijkspel. Een ronde eerder had Anderlecht Steaua Boekarest uitgeschakeld, de Roemeense club die in 1986 te sterk bleek voor paars-wit.
Voor aanvang van het seizoen verloor Anderlecht ook van Club Brugge in het duel om de supercup. Het werd 0-1 voor blauw-zwart.
In april 1987 raakte sterkhouder Juan Lozano zwaar geblesseerd. In een duel tegen KSV Waregem brak Yvan Desloover het been van de Spaanse Belg. Lozano was voor lange tijd out en zou nooit nog zijn beste niveau halen.

## Spelerskern
| Naam              | Nationaliteit | Geboortedatum | Vorige club                  |
| ----------------- | ------------- | ------------- | ---------------------------- |
| Keepers           |               |               |                              |
| Jacky Munaron     | België        | 08-09-1956    | 1973-1974 FC Dinant          |
| Dirk Vekeman      | België        | 25-09-1960    | /                            |
| Verdedigers       |               |               |                              |
| Henrik Andersen   | Denemarken    | 07-05-1965    | 1982 Fremad Amager           |
| Michel De Groote  | België        | 18-10-1955    | 1977-1979 Club Luik          |
| Stéphane Demol    | België        | 11-03-1966    | /                            |
| Georges Grün      | België        | 25-01-1962    | /                            |
| Guy Marchoul      | België        | 04-11-1965    | /                            |
| Adri van Tiggelen | Nederland     | 16-06-1957    | 1983-1986 FC Groningen       |
| Middenvelders     |               |               |                              |
| Per Frimann       | Denemarken    | 04-06-1962    | 1981 FC Kopenhagen           |
| Arnór Guðjohnsen  | IJsland       | 30-07-1961    | 1978-1982 KSC Lokeren        |
| Pier Janssen      | België        | 09-09-1956    | 1977-1985 Waterschei SV Thor |
| Juan Lozano       | Spanje        | 30-08-1955    | 1983-1985 Real Madrid        |
| Enzo Scifo        | België        | 19-02-1966    | /                            |
| Guido Swinnen     | België        | 28-06-1957    | 1981-1986 Beerschot VAV      |
| Frank Vercauteren | België        | 28-10-1956    | /                            |
| Aanvallers        |               |               |                              |
| Eugène Kabongo    | Zaïre         | 03-11-1960    | 1985-1986 Racing Club Paris  |
| Edi Krnčević      | Australië     | 14-08-1960    | 1985-1986 Cercle Brugge      |
| Henrik Mortensen  | Denemarken    | 12-02-1968    | 1984-1985 AGF Aarhus         |
| Luc Nilis         | België        | 25-05-1967    | 1984-1986 FC Winterslag      |
| Marc Wuyts        | België        | 12-09-1967    | /                            |

### Technische staf
|                 |                  |               |
| Functie         | Naam             | Nationaliteit |
| Coach           | Arie Haan (foto) | Nederland     |
| Assistent-coach | Martin Lippens   | België        |
| Kinesitherapeut | Fernand Beeckman | België        |

## Resultaten
Een overzicht van de competities waaraan Anderlecht in het seizoen 1986-1987 deelnam.
| Seizoen 1986/87  | Seizoen 1986/87 | Seizoen 1986/87    |
| Competitie       | Resultaat       | Uitgeschakeld door |
| ---------------- | --------------- | ------------------ |
| Eerste klasse    | Kampioen        |                    |
| Beker van België | Kwartfinale     | Club Luik          |
| Supercup         | Finalist        | Club Brugge        |
| Europacup I      | Kwartfinale     | Bayern München     |

## Uitrustingen
Shirtsponsor(s): Generale Bank

Sportmerk: adidas
| Thuis | Uit | Alternatief |

## Transfers

### Zomer
| Naam              | Nationaliteit | Van/naar             | Type        |
| ----------------- | ------------- | -------------------- | ----------- |
| Inkomend          |               |                      |             |
| Eugène Kabongo    | Zaïre         | Racing Club Paris    | Gekocht     |
| Edi Krnčević      | Australië     | Cercle Brugge        | Gekocht     |
| Luc Nilis         | België        | FC Winterslag        | Gekocht     |
| Guido Swinnen     | België        | Beerschot VAV        | Gekocht     |
| Adri van Tiggelen | Nederland     | FC Groningen         | Gekocht     |
| Marc Wuyts        | België        | RSC Anderlecht       | Eigen jeugd |
| Uitgaand          |               |                      |             |
| Walter De Greef   | België        | Wiener Sport-Club    | Verkocht    |
| Wim Hofkens       | Nederland     | KV Mechelen          | Verkocht    |
| Jean Kindermans   | België        | Lierse SK            | Verkocht    |
| Morten Olsen      | Denemarken    | 1. FC Köln           | Verkocht    |
| Luka Peruzović    | Joegoslavië   | Hajduk Split         | Verkocht    |
| Erwin Vandenbergh | België        | Lille OSC            | Verkocht    |
| René Vandereycken | België        | SV Blau Weiss Berlin | Verkocht    |
| Didier Wittebole  | België        | Cercle Brugge        | Verkocht    |

## Competitie

### Overzicht
| Speeldag  | 1 | 2 | 3 | 4 | 5 | 6 | 7  | 8  | 9  | 10 | 11 | 12 | 13 | 14 | 15 | 16 | 17 | 18 | 19 | 20 | 21 | 22 | 23 | 24 | 25 | 26 | 27 | 28 | 29 | 30 | 31 | 32 | 33 | 34 |
| --------- | - | - | - | - | - | - | -- | -- | -- | -- | -- | -- | -- | -- | -- | -- | -- | -- | -- | -- | -- | -- | -- | -- | -- | -- | -- | -- | -- | -- | -- | -- | -- | -- |
| Resultaat | w | g | w | w | v | w | w  | w  | w  | w  | w  | w  | g  | w  | g  | w  | w  | g  | w  | g  | w  | w  | v  | w  | w  | g  | w  | w  | w  | w  | g  | w  | w  | w  |
| Punten    | 2 | 3 | 5 | 7 | 7 | 9 | 11 | 13 | 15 | 17 | 19 | 21 | 22 | 24 | 25 | 27 | 29 | 30 | 32 | 33 | 35 | 37 | 37 | 39 | 41 | 42 | 44 | 46 | 48 | 50 | 51 | 53 | 55 | 57 |

### Klassement
|         |    |                         | P  | W  | G  | V  | +  | -  | DS  | Ptn |
| ------- | -- | ----------------------- | -- | -- | -- | -- | -- | -- | --- | --- |
| K       | 1  | RSC Anderlecht          | 34 | 25 | 7  | 2  | 82 | 25 | 57  | 57  |
| (beker) | 2  | KV Mechelen             | 34 | 24 | 7  | 3  | 57 | 18 | 39  | 55  |
| (UEFA)  | 3  | Club Brugge KV          | 34 | 19 | 7  | 8  | 70 | 34 | 36  | 45  |
| (UEFA)  | 4  | KSC Lokeren             | 34 | 18 | 8  | 8  | 59 | 41 | 18  | 44  |
| (UEFA)  | 5  | KSK Beveren             | 34 | 15 | 14 | 5  | 44 | 24 | 20  | 44  |
|         | 6  | RFC Liégeois            | 34 | 14 | 10 | 10 | 44 | 38 | 6   | 38  |
|         | 7  | R. Charleroi SC         | 34 | 13 | 9  | 12 | 49 | 52 | −3  | 35  |
|         | 8  | KSV Waregem             | 34 | 13 | 8  | 13 | 45 | 43 | 2   | 34  |
|         | 9  | K. Beerschot VAV        | 34 | 11 | 11 | 12 | 35 | 39 | −4  | 36  |
|         | 10 | R. Standard de Liège    | 34 | 10 | 11 | 13 | 40 | 38 | 2   | 31  |
|         | 11 | KSV Cercle Brugge       | 34 | 9  | 12 | 13 | 37 | 40 | −3  | 30  |
|         | 12 | Racing Jet de Bruxelles | 34 | 9  | 12 | 13 | 34 | 47 | −13 | 30  |
|         | 13 | RWD Molenbeek           | 34 | 8  | 12 | 14 | 37 | 53 | −16 | 28  |
|         | 14 | R. Antwerp FC           | 34 | 8  | 10 | 16 | 43 | 49 | −6  | 26  |
|         | 15 | KV Kortrijk             | 34 | 8  | 8  | 18 | 37 | 52 | −15 | 24  |
|         | 16 | KAA Gent                | 34 | 7  | 9  | 18 | 25 | 50 | −25 | 23  |
| D       | 17 | RFC Sérésien            | 34 | 5  | 10 | 19 | 30 | 63 | −33 | 20  |
| D       | 18 | K. Berchem Sport        | 34 | 4  | 7  | 23 | 20 | 82 | −62 | 15  |

P: wedstrijden gespeeld, W: wedstrijden gewonnen, G: gelijke spelen, V: wedstrijden verloren, +: gescoorde doelpunten, -: doelpunten tegen, DS: doelsaldo, Ptn: totaal punten
K: kampioen, D: degradeert, (beker): bekerwinnaar, (UEFA): geplaatst voor UEFA-beker

## Individuele prijzen
- Topschutter - Arnór Guðjohnsen
- Man van het Seizoen - Arnór Guðjohnsen

## Afbeeldingen

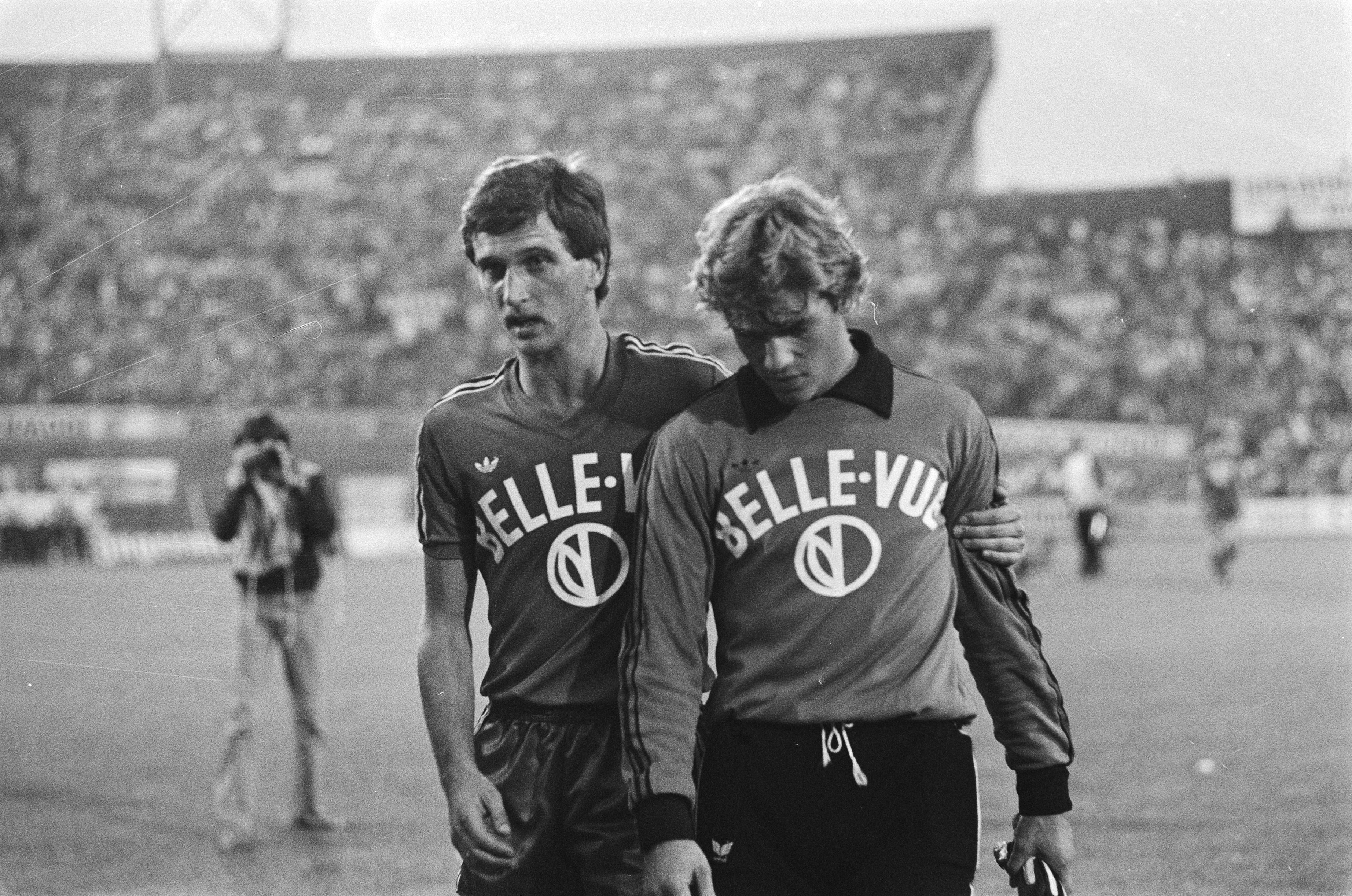
Jacky Munaron (doelman)
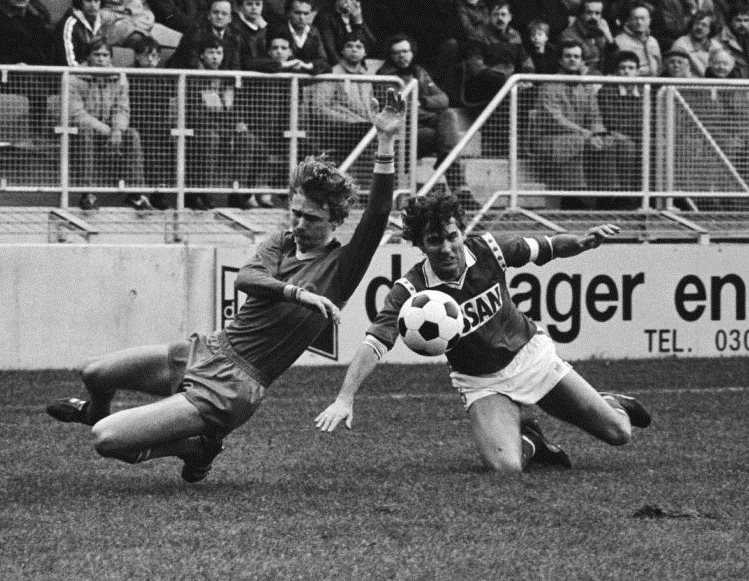
Adri van Tiggelen (verdediger)